# 쿠릴스키군

쿠릴스키 군의 위치

쿠릴스키군(러시아어: Кури́льский райо́н)은 러시아 사할린주의 하위 행정 구역으로, 남쿠릴 열도에 위치한 이투루프섬(일본명: 에토로후섬)과 우루프섬 등 쿠릴 열도 중부의 섬들을 관할하고 있다. 중심 도시는 이투루프섬의 중부에 있는 쿠릴스크이다.
면적은 5,145.9 km2이다. 2010년 러시아 조사에 따르면 7,359명의 주민이 거주하고 있는데, 전원이 이투루프섬에 거주한다. 일본은 이 지역이 홋카이도 네무로 지청 루베쓰촌, 샤나촌, 시베토로촌에 속한다고 주장한다.

## 지리
이투루프섬 중부에서 오호츠크해로 돌출한 산푸 반도 주변에 해당한다. 소련령이 된 이후로 러시아인의 이주가 시작되었으며 소련의 멸망 후폭풍으로 인구가 감소하기도 하였으나 군사적, 경제적 가치가 재평가되면서 다시 인구가 늘고 있다.

## 역사
- 1945년 8월 28일: 샤나군에 소련군이 진주하였다.
- 1945년 9월 2일: 일본 정부가 항복문서에 조인, 동시에 일반 명령 제1호에 의해 소련이 점령하게 되었다.
- 1946년 2월 1일: 소련 정부가 영유를 선언했다. 러시아 소비에트 연방 사회주의 공화국 산하의 하바롭스크 지방에 편입.
- 1948년 10월: 주민들은 사할린섬으로 강제 이주된 후, 당시 일본을 통치하던 미 군정이 소련과 맺은 '소련지구 송환 미-소 잠정협정'(1946.11.27)에 따라 일본으로 송환되었다.
- 1967년 7월 8일: 사할린주에 편입.

## 같이 보기
- 쿠릴 열도
- 쿠릴 열도 분쟁
- 유즈노쿠릴스키군